# خرچنگ خشکی آبی‌رنگ
خرچنگ خشکی آبی‌رنگ (نام علمی: Cardisoma guanhumi) نام یک گونه از فروراسته خرچنگ است.